# STS-41-C

STS-41-C fue la misión 11 del programa STS y la quinta del transbordador Challenger. El lanzamiento fue el primero con una trayectoria ascendente directa en una misión. El vuelo se extendió por un día debido a los problemas para atrapar al satélite Solar Max. El aterrizaje se realizó en la base Edwards pese a que estaba programado en el Centro Espacial Kennedy.
Los dos objetivos principales de la misión fueron el recuperar, reparar y relanzar el satélite Solar Max, y el lanzamiento del Servicio de Exposición de Larga Duración (LDEF).

## Tripulación

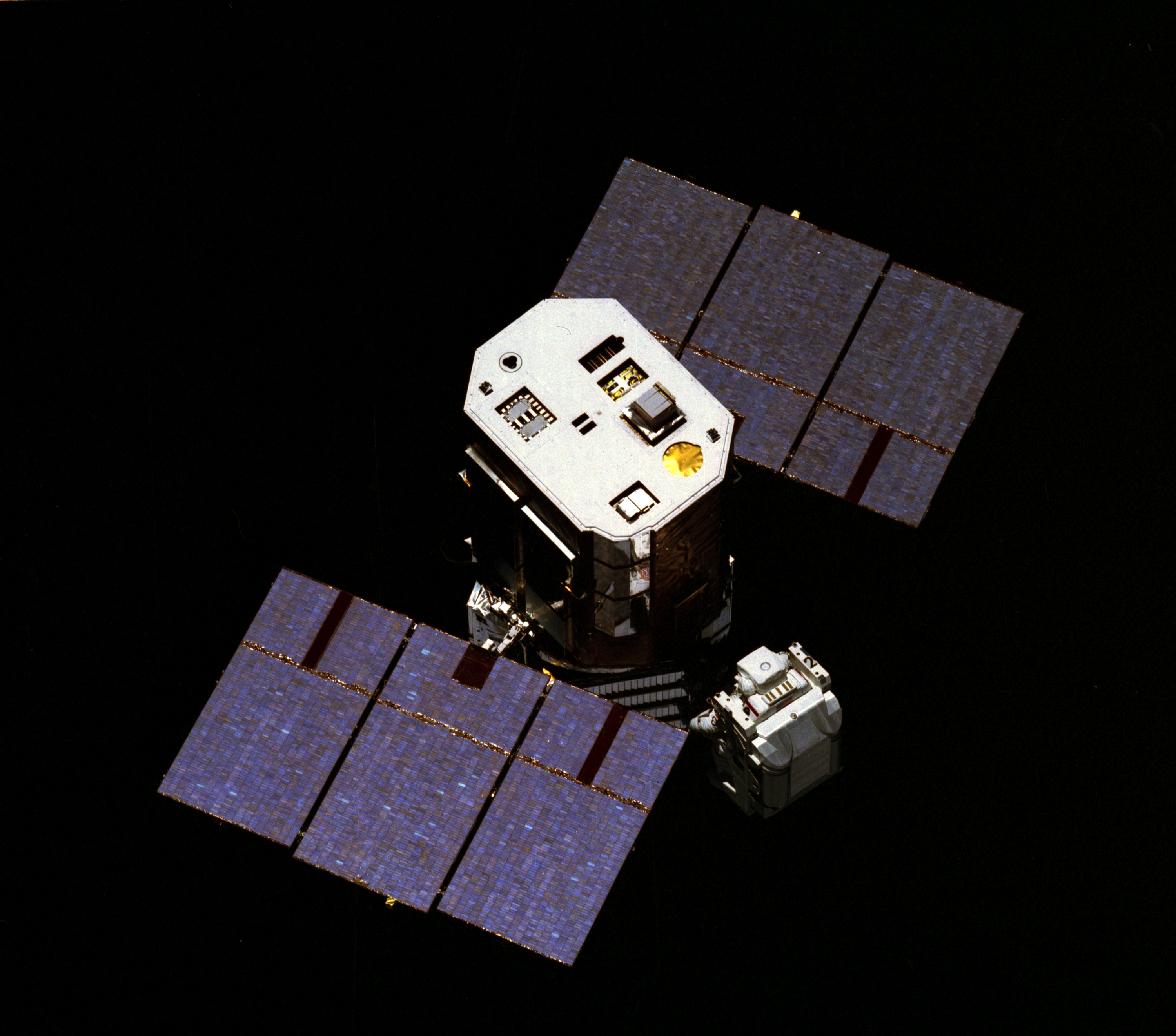
Astronauta reparando el satélite Solar Maximum Mission.

- Robert L. Crippen (3) - Comandante
- Francis R. Scobee (1) - Piloto
- George D. Nelson (1) - Especialista de misión
- James D. A. van Hoften (1) - Especialista de misión
- Terry J. Hart (1) - Especialista de misión

Entre paréntesis número de vuelos realizados incluido el STS-41-C. 

## Parámetros de la misión
- Masa:
  - Orbitador al despegue: 115,361 kg
  - Orbitador al aterrizaje: 83,344 kg
  - Carga: 17,357 kg
- Perigeo: 222 km
- Apogeo: 468 km
- Inclinación: 28.5°
- Periodo: 91.4 min